# Swingin Party
"Swingin Party" – utwór amerykańskiej rockowej grupy The Replacements. Utwór znalazł się na ich czwartym albumie studyjnym, zatytułowanym Tim. Twórcą tekstu utworu jest Paul Westerberg, natomiast jego produkcją zajął się Tommy Ramone. Lirycznie utwór przedstawia udawaną nonszalancje głównego bohatera. "Swingin Party" otrzymało głównie pozytywne opinie od krytyków muzycznych, którzy chwalili talent Paula Westerberga do tworzenia tekstów. Tim Nelson z BBC Music określił "Swingin Party" jako jeden z najwybitniejszych utworów z albumu. W 2009 roku brytyjski muzyk Kindness wydał house'ową wersję tego utworu jako swój debiutancki singel. 

## Wersja Lorde
"Swingin Party" – cover nowozelandzkiej piosenkarki Lorde. Wydany został on jako strona B jej drugiego singla "Tennis Court". Utwór ten też znalazł się na jej dwóch minialbumach, zatytułowanych Tennis Court - EP oraz The Love Club EP. 17 czerwca 2013 roku "Swingin Party" zadebiutował na 10. pozycji w Nowej Zelandii i wypadł w następnym tygodniu z listy przebojów. Nagrana wersja na żywo tego utworu znalazła się na minialbumie piosenkarki, zatytułowanym Live in Concert. W czerwcu 2013 roku cover znalazł się w rozszerzonej edycji debiutanckiego albumu studyjnego, zatytułowanego Pure Heroine.